# 기타하라 겐지
기타하라 겐지(일본어: 北原 健二, 1976년 5월 10일~)는 일본의 축구 선수이다.

## 구단 경력
1999년 J2리그의 오미야 아르디자에 입단했다. 2000년 미토 홀리호크로 이적했다. 2001년부터 2004년까지 군마 FC 호리코시에서 뛰었다. 2004년후 현역 은퇴.